# Provincia di Formosa
Formosa è una provincia dell'Argentina situata nell'estremo nordest del Paese. Il suo territorio abbraccia la maggior parte del Chaco Central, cioè la pianura di clima tropicale e subtropicale limitata a nord dal Río Pilcomayo ed a sud dal Río Bermejo.

## Geografia fisica
Confina a ovest con la provincia di Salta, a sud con quella di Chaco e a est e a nord con il Paraguay.
Si estende fra i paralleli 22° e 27° di latitudine sud e i meridiani 57° e 63° di longitudine ovest di Greenwich. È attraversata nella sua zona settentrionale dal Tropico del Capricorno, che la colloca nella regione subtropicale del paese. Occupa gran parte del Chaco, conosciuto agli inizi del XX secolo anche con il nome di Llanos de Manso.

Al nord i confini sono dati dal fiume Pilcomayo (dilagante nelle pianure), che in alcuni grandi tratti si arena formando enormi pantani come gli Esteros di Patiño ed i Bañados de la Estrella. Fino agli anni 1990 del XX secolo questa provincia argentina si caratterizzava per le sue abbondanti produzioni di cotone e in minore misura di banane, ed è anche importante la produzione di pompelmi. Prima della terribile deforestazione successa tra gli anni 1990 e 2015 per piantare soia Organismo geneticamente modificato (la soia è una pianta alottona all'Argentina che, a differenza del grano molto consumato nell'Argentina, non è quasi niente consumata dagli argentini)  il territorio era coperto, nelle sue zone non paludose, da boschi di palme, palmeti (palmares), specialmente delle specie chiamate caranday e yatay.

## Infrastrutture e trasporti

### Aeroporti
- Aeroporto internazionale di Formosa a Formosa

### Autostrade
- RN11 da Buenos Aires, Resistencia, Corrientes, Rosario, Formosa, Clorinda, Asunción (Paraguay).
- RN95 dalla Provincia del Chaco a El Colorado, Pirané.
- RN81 dalla Provincia de Salta a Ingeniero Juárez.

## Amministrazione
La provincia è divisa in nove dipartimenti.
I dipartimenti sono suddivisi in comuni (municipios), comisiones de fomento (con popolazione tra i 500 ed i 1 000 abitanti) e juntas vecinales provinciales (con popolazione fino a 500 abitanti). In tutto nella provincia di Formosa vi sono 27 comuni, 10 commissioni e 18 giunte provinciali. A loro volta, i comuni sono suddivisi in comuni di prima, seconda e terza categoria, a seconda del numero degli abitanti.

### Elenco
| Dipartimenti | Mappa | Superficie | Popolazione | Capoluogo               | altri comuni |
| ------------ | ----- | ---------- | ----------- | ----------------------- | --- |
| Bermejo      |       | 12.850     | 14.146      | Laguna Yema             | Los Chiriguanos, Pozo de Maza, Pozo del Mortero |
| Formosa      |       | 6.195      | 234.354     | Formosa                 | Colonia Pastoril, Gran Guardia, San Hilario, Mariano Boedo, Mojón de Fierro, Villa del Carmen, Villa Trinidad |
| Laishi       |       | 3.480      | 17.182      | San Francisco de Laishí | Banco Payaguá, General Lucio V. Mansilla, Herradura, Tatané, Villa Escolar |
| Matacos      |       | 4.431      | 14.169      | Ingeniero Juárez        | |
| Patiño       |       | 24.502     | 68.122      | Comandante Fontana      | Bartolomé de las Casas, Colonia Sarmiento, El Recreo, Estanislao del Campo, Fortín Leyes, Fortín Lugones, General Manuel Belgrano, Ibarreta, Juan G. Bazán, Las Lomitas, Posta Cambio Zalazar, Pozo del Tigre, San Martín 1, San Martín 2, Subteniente Perín, Villa General Güemes |
| Pilagás      |       | 3.041      | 18.271      | Espinillo               | Buena Vista, Misión Tacaaglé, Portón Negro, Tres Lagunas |
| Pilcomayo    |       | 5.342      | 85.140      | Clorinda                | Laguna Blanca, Laguna Naick Neck, Palma Sola, Puerto Pilcomayo, Riacho He-Hé, Riacho Negro, Siete Palmas |
| Pirané       |       | 8.425      | 64.083      | Pirané                  | El Colorado, Mayor Vicente Villafañe, Palo Santo, Villa Dos Trece |
| Ramón Lista  |       | 3.800      | 13.754      | General Enrique Mosconi | El Potrillo |